# Audrey Gallagher
Audrey Gallagher (* 21. November 1969) ist eine Sängerin aus Derry, Nordirland.

## Leben
Gallagher war Sängerin der Alternative-Rock-Band Scheer. Ihr erstes Album Infliction erschien 1996 beim Label 4AD. Bereits 1997 begannen sie an ihrem zweiten Album zu arbeiten, jedoch wurde die Veröffentlichung wegen vertraglicher Differenzen zwischen Scheer und 4AD immer weiter verschoben. Schlussendlich wurde das nun passend benannte zweite und letzte Album ...and finally im Jahr 2000 über das Plattenlabel Schism Records vertrieben, das vom Bandmitglied Peter Fleming gegründet wurde. Mit dem Bandkollegen Neal Calderwood führte Gallagher das Projekt Lima weiter, es wurde jedoch nur der Song Intoxicate über Schism Records veröffentlicht.
Zusammen mit Agnelli & Nelson nahm sie 2004 die Single Holding on to Nothing auf. An der 2007er-Single Big Sky von John O’Callaghan ist sie künstlerisch beteiligt wie auch an dem Song Freefalling mit Claudia Cazacu, welches auf dem Album A State of Trance 2009 von Armin van Buuren mitveröffentlicht wurde. Weiterhin war sie unter anderem Sängerin für den Song Hold on to Me von Armin van Buuren sowie You Walk Away von TyDi. Teilweise nahm sie ihre Songs unter dem Künstlernamen Aureus auf.
Der Song Big Sky wurde als Trance-Anthem des Jahres gewählt. Der Remix von Big Sky von Agnelli & Nelson wurde 2007 als Tune of The Year von Armin van Buurens Radiosendung A State of Trance gewählt. Dabei erhielt der Titel insgesamt 1415 Stimmen und 4703 Punkte.

## Diskografie

### Alben
- 1996: Infliction (Scheer)
- 2000: ...and finally

### Singles
- 2004: Agnelli & Nelson feat. Aureus – Holding on to Nothing
- 2007: John O’Callaghan feat. Audrey Gallagher – Big Sky
- 2009: Claudia Cazacu feat. Audrey Gallagher – Freefalling
- 2009: John O’Callaghan feat. Audrey Gallagher – Take It All Away
- 2009: TyDi feat. Audrey Gallagher – You Walk Away
- 2010: TyDi feat. Audrey Gallagher – Calling
- 2010: Filo & Peri feat. Audrey Gallagher – This Night
- 2011: John O’Callaghan feat. Audrey Gallagher – Bring Back the Sun
- 2011: Mark Eteson feat. Audrey Gallagher – Breathe on My Own
- 2012: Lange feat. Audrey Gallagher – Our Way Home
- 2012: Ashley Wallbridge feat. Audrey Gallagher – Bang the Drum
- 2016: Omnia feat. Audrey Gallagher – I Believe